# 林軒羽
林軒羽（1993年5月7日—），馬來西亞歌手2014年第二季《非常好歌》獲得冠軍和演唱人獎項《All My Fault》。

## 音樂作品
- 《All My Fault》

## 外部連結
- Marcus 軒羽的Facebook專頁